# Universitatea Bar Ilan
Universitatea Bar-Ilan (în ebraică אוניברסיטת בר-אילן) este o universitate publică religioasă în spiritul iudaismului ortodox integraționist , deschis spre lume, ( cu sediul în orașul Ramat Gan. ea a fost înființată în anul 1955 și se numește după rabinul Meir Bar Ilan (Berlin), unul din conducătorii sionismului religios. Universitatea Bar Ilan și-a propus să ofere un cadru academic de propagare a studiilor iudaice (legate de iudaism) și a științelor generale, după principiul „Torá im Derekh Eretz” (Tora cu Obiceiul Pământului) formulat de părinții iudaismului ortodox integraționist, rabinii Samson Rafael Hirsch și Azriel Hildesheimer.
Universitatea numără circa 27.700 studenți (inclusiv 17500 pentru primul titlu, 8.100 pentru masterat, 2.100 pentru doctorat), 1062 în cadrul colegiilor regionale care îi sunt afiliate - la Ashkelon, Kineret, Galileea de vest și Tzfat și un personal de 1.000 cadre didactice. 14.600 dintre studenți beneficiază de burse.
Cele mai căutate facultăți ale universității sunt cele de drept, economie, inginerie, psihologie, informatică, asistență socială,  management și logistică, științe politice, și facultatea de științe sociale integrate.
Președintele Universității este în prezent profesorul de chimie Arie Zaban (Tzavan), iar rectorul ei este profesoara de psihologie Myriam Faust.  
Facultatea de științe iudaice de la Bar Ilan este cea mai mare de acest gen din lumea academică și s-a distins, între altele, prin proiectul „Shot ”al Responselor Rabinice.
Universitatea are 9 cămine studențești - două administrate de Asociația studenților și în care locuiesc bărbați și femei, și șapte administrate de universitate, destinate separat femeilor, bărbaților sau cuplurilor căsătorite fără copii.

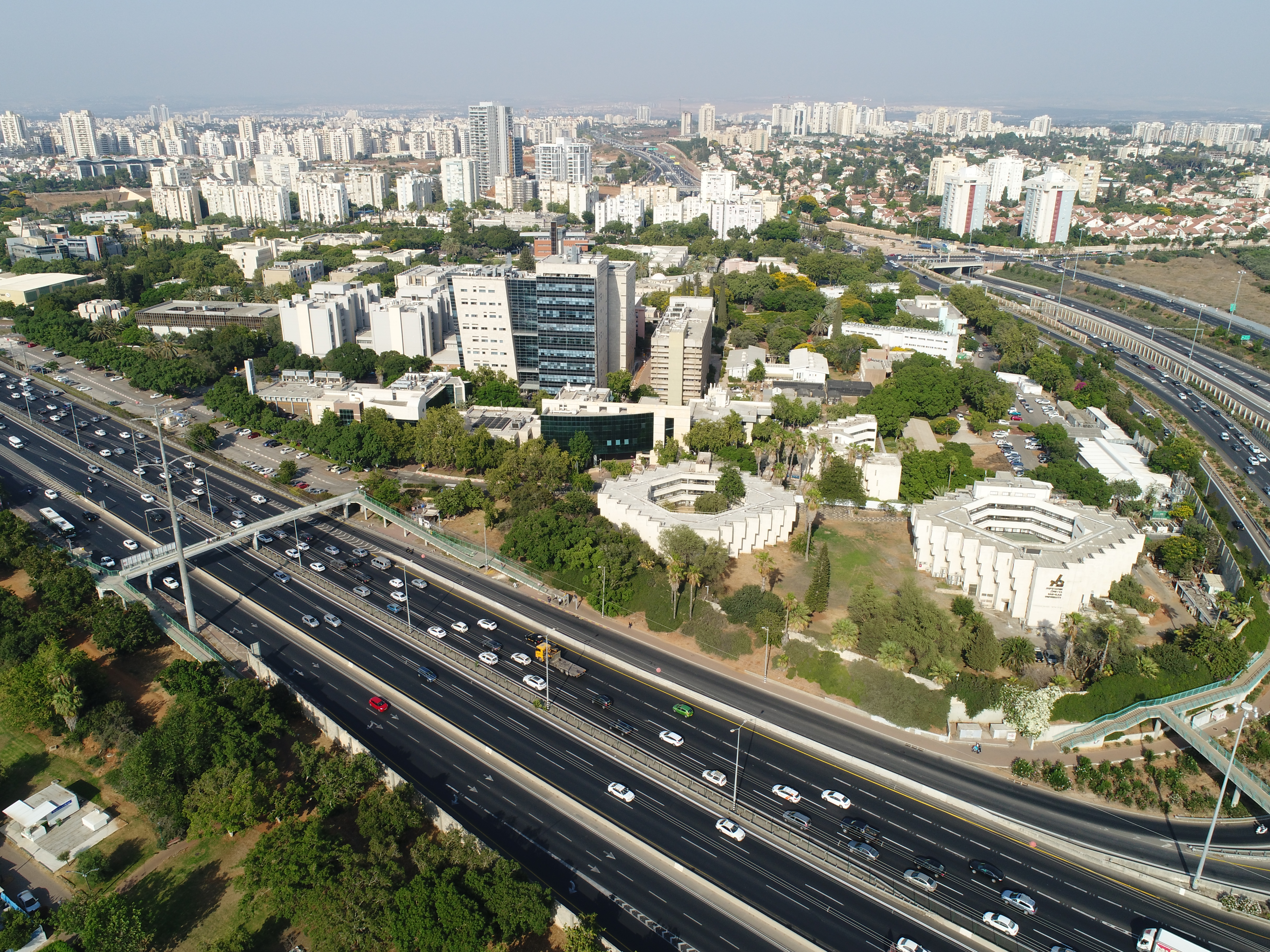
Vedere aeriană a Universității Bar Ilan din Ramat Gan

## Galerie

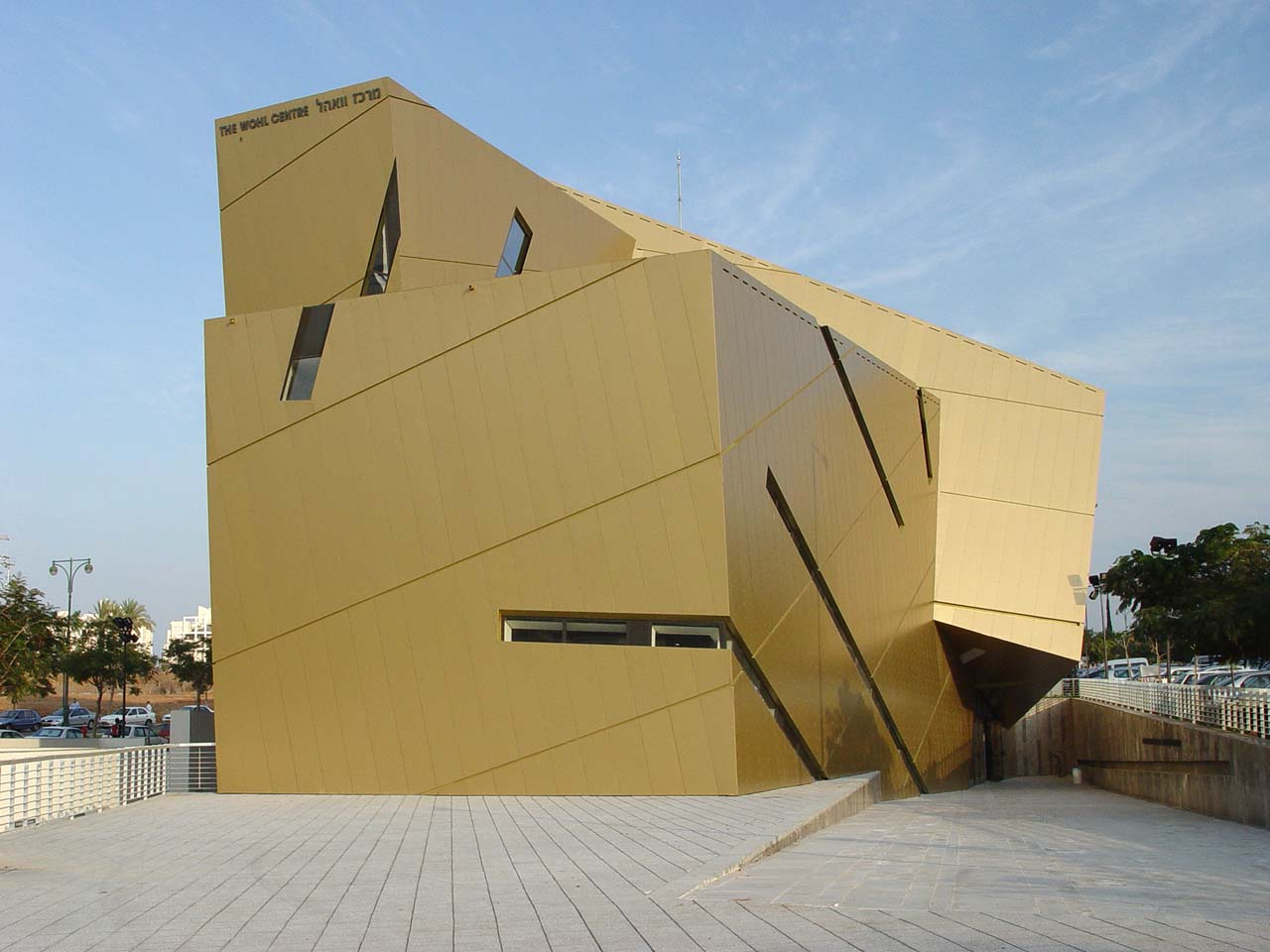
Centrul Wohl, planificat de arhitectul Daniel Liebeskind
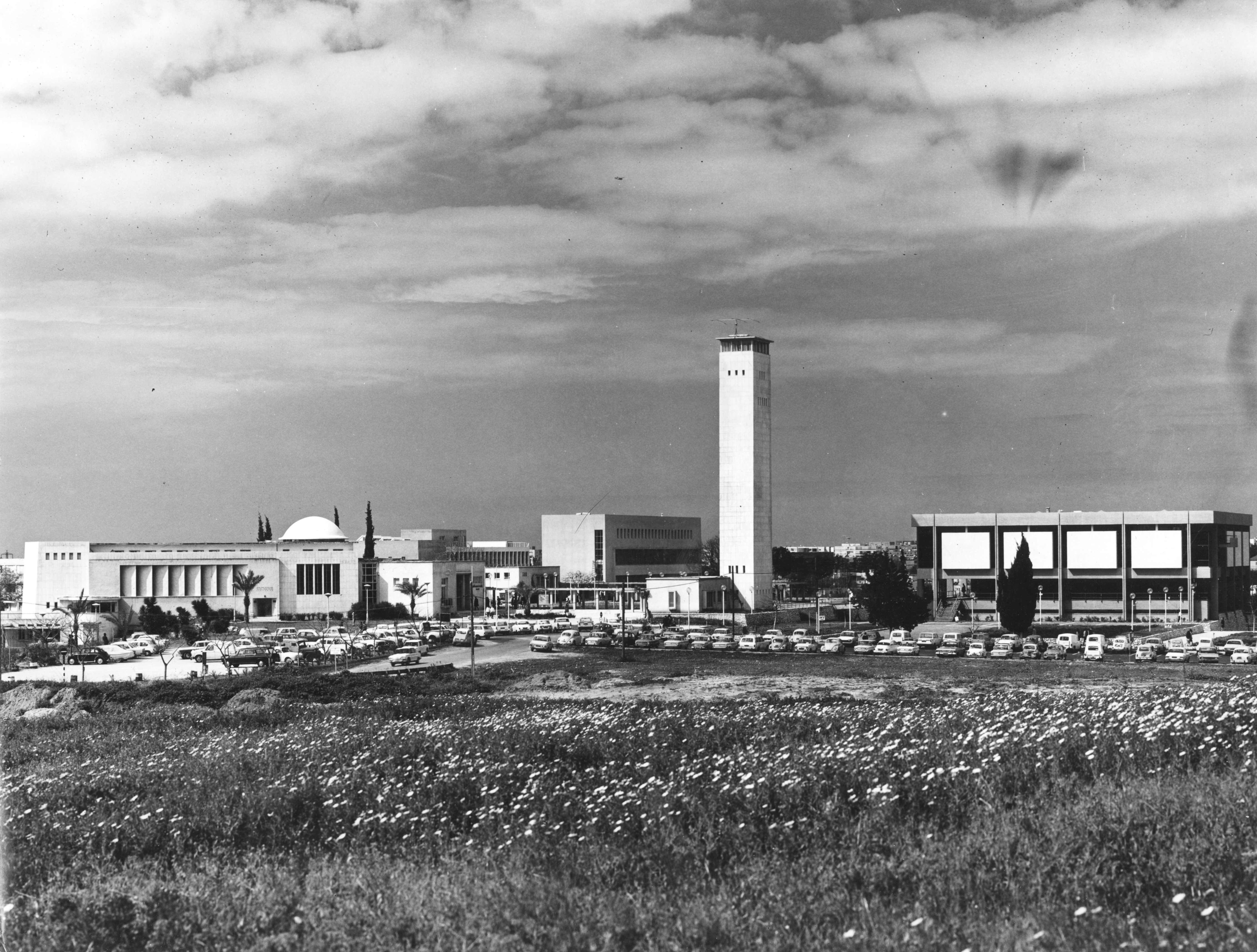
Universitatea Bar Ilan în primii ani de activitate, se vede turnul și clădirea bibliotecii centrale
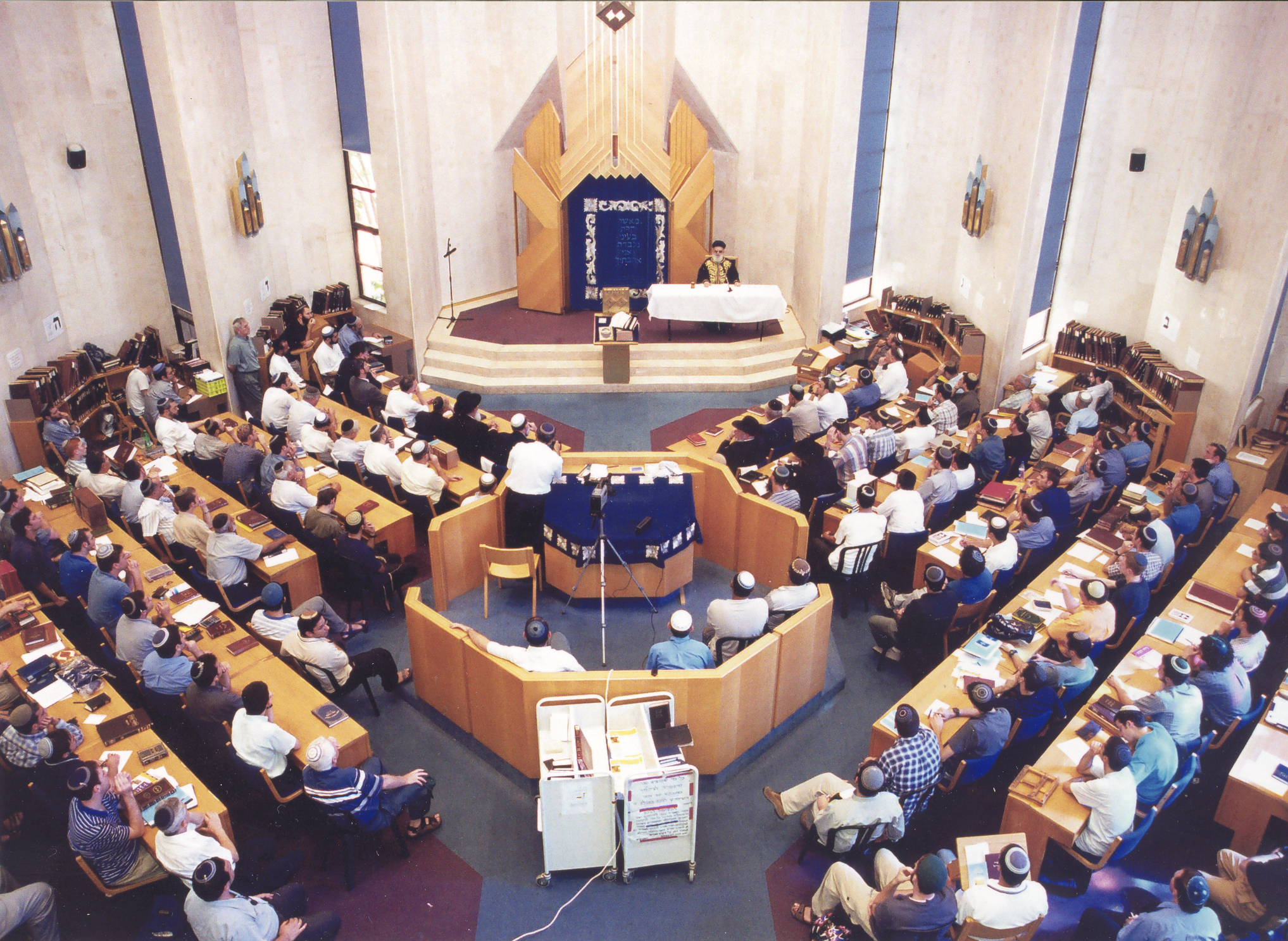
Rabinul Ovadya Yosef predând o lecție la Înaltul Institut de Torá
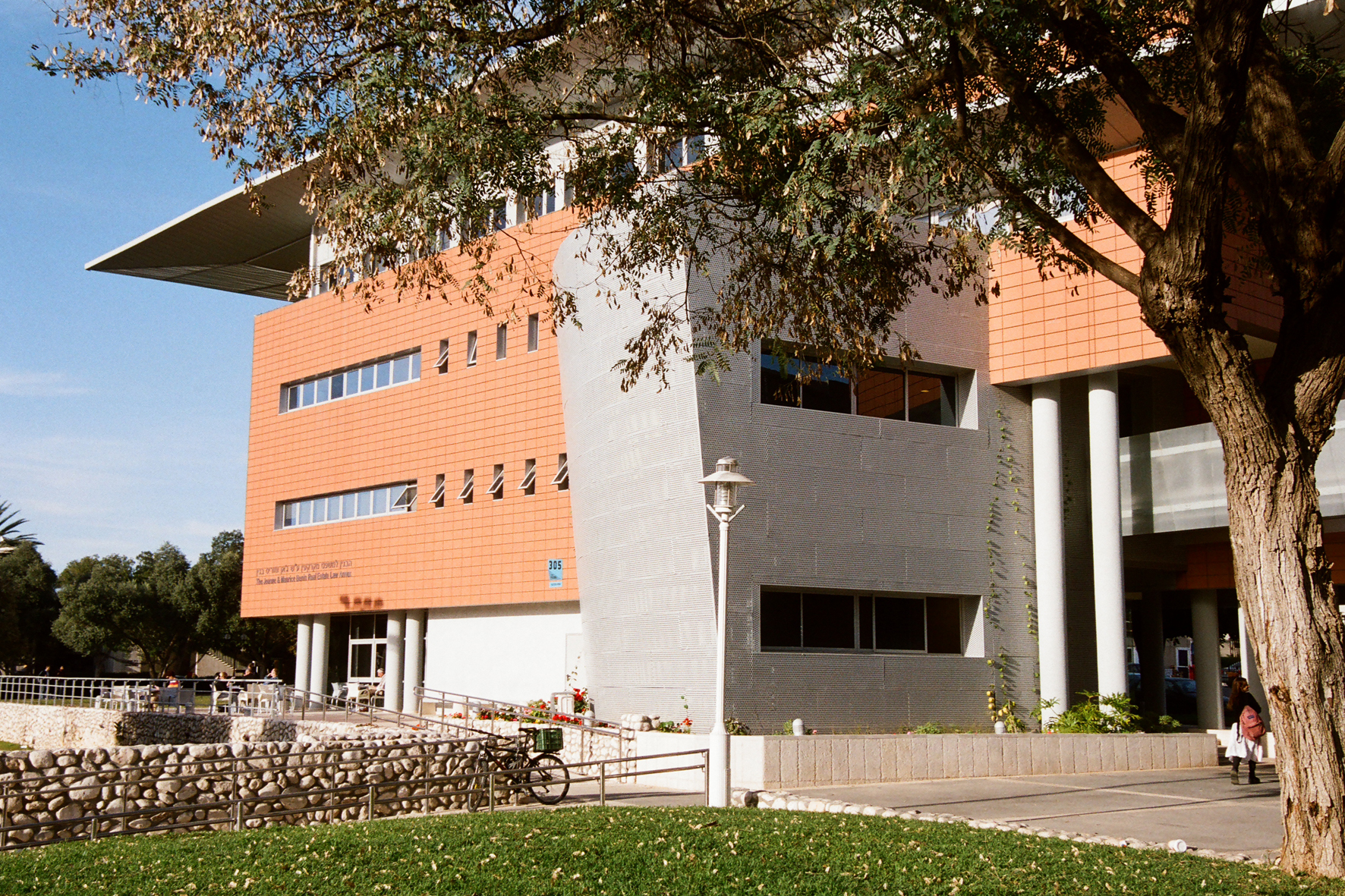
Clădirea Banin a Facultății de drept funciar
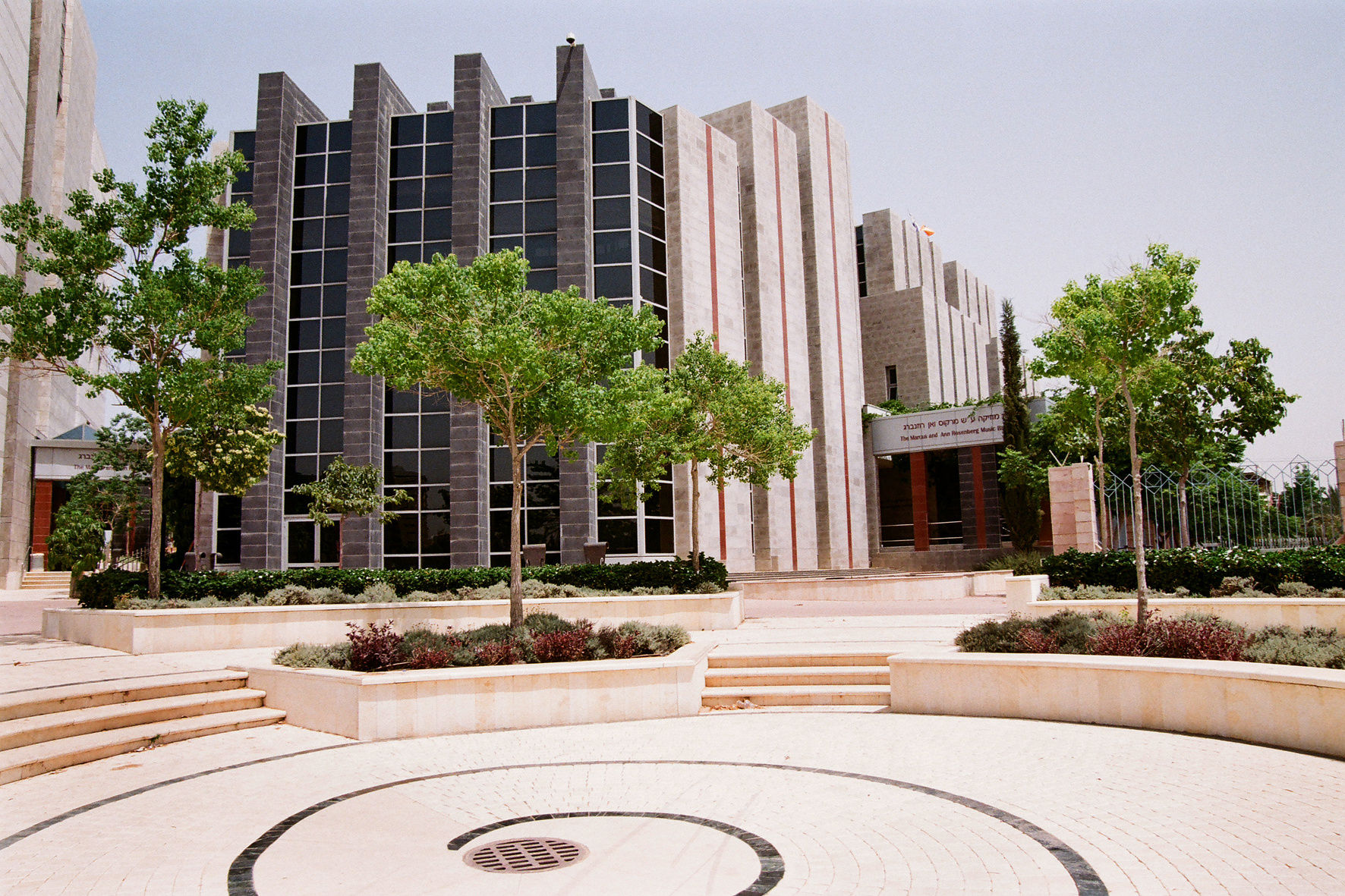
Clădirea Rosenberg a Facultății de muzică
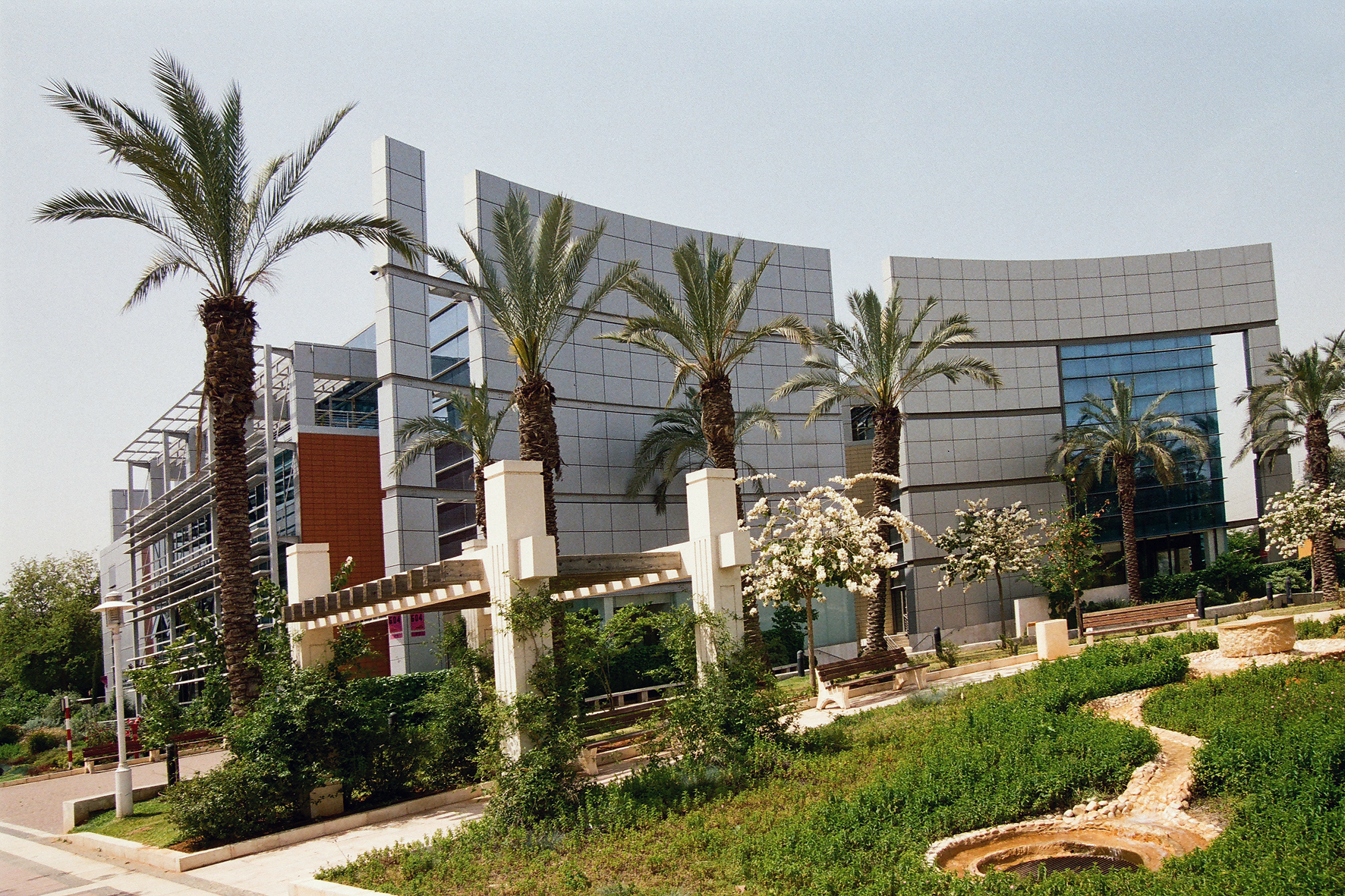
Institutul de studii inter-disciplinare
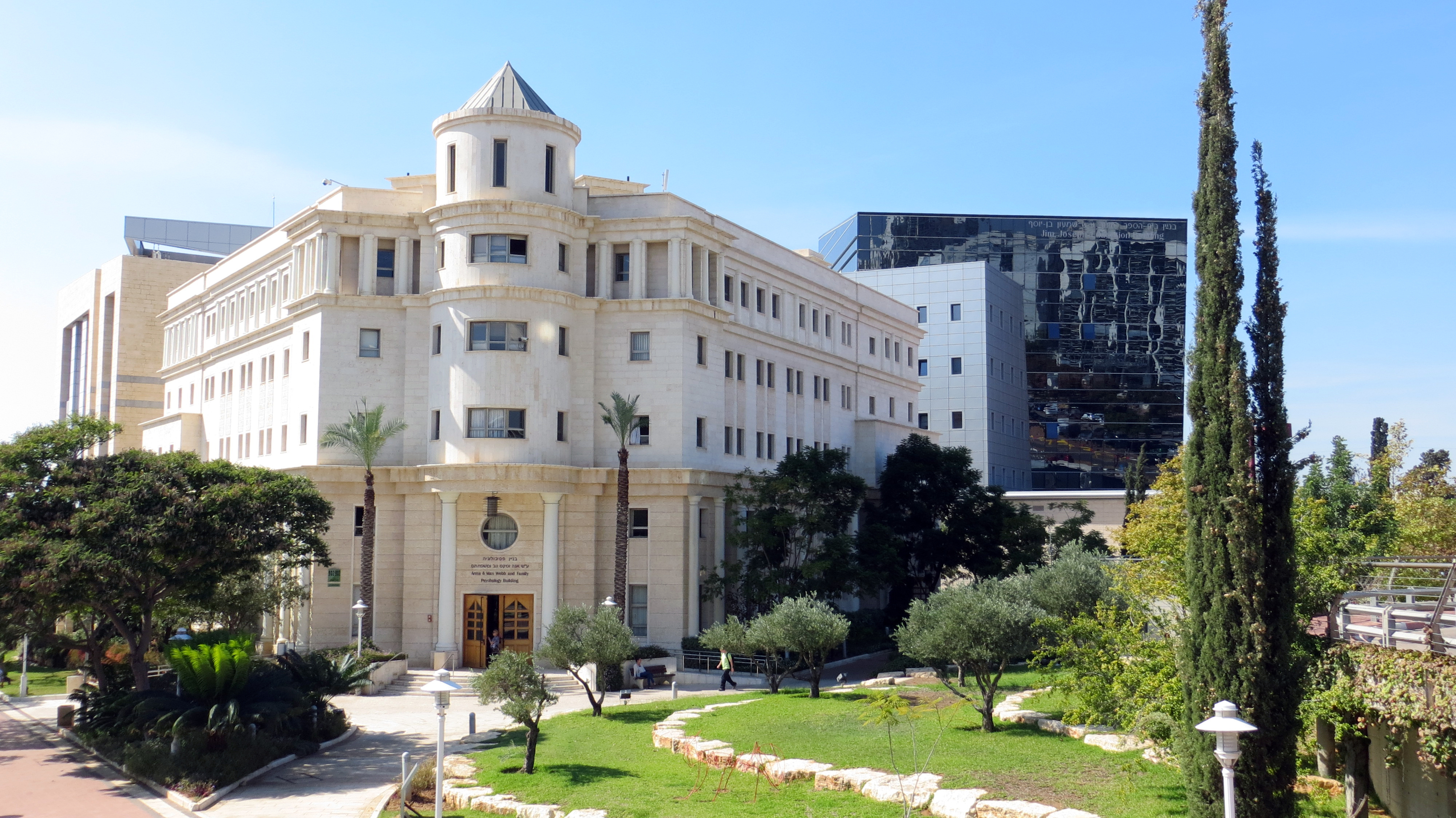
Facultatea de psihologie, proiectată de arhitectul David Nufar

## Legături externe
- Saitul oficial al Universității Bar Ilan